# Пенькозавод (Атяшевський район)
Пе́нькозаво́д (рос. Пенькозавод, ерз. Пенькозавод) — селище у складі Атяшевського району Мордовії, Росія. Входить до складу Кіржеманського сільського поселення.

## Населення
Населення — 105 осіб (2010; 115 у 2002).
Національний склад (станом на 2002 рік):
- ерзяни — 82 %